# Liste der Bodendenkmale in Möckern
In der Liste der Bodendenkmale in Möckern sind alle Bodendenkmale der Stadt Möckern und ihrer Ortsteile aufgelistet. Grundlage ist die Auflistung von Johannes Schneider aus dem Jahr 1986 und die Veröffentlichung der Landesdenkmalliste mit Stand vom 25. Februar 2016. Die Baudenkmale sind in der Liste der Kulturdenkmale in Möckern (Sachsen-Anhalt) aufgeführt.
| Denkmal-ID | Fundart                | Ortsteil     | Bezeichnung                                     | Zeitstellung           | Lage | Bemerkungen | Bild |
| ---------- | ---------------------- | ------------ | ----------------------------------------------- | ---------------------- | --- | --- | ---- |
| 428300550  | Grabmal > Grabhügel    | Grabow       | Grabhügel                                       | Bronzezeit             | 1,7 km nördlich von Grabow (Lage)                                                                       | |      |
| 428300549  | Befestigung > Burg     | Grabow       | Schloss, Niederungsburg                         | Mittelalter            | Südteil des Dorfes (Lage)                                                                               | Teilweise wohl bewohnt, ansonsten baufälliges Schloss, von außen nur straßenseitiger Zugang möglich |      |
| ?          | Befestigung > Wall     | Göbel        | Landwehr                                        |                        | westlich des Ortes (Lage)                                                                               | 550 m lang NNO-SSW-Verlauf |      |
| 428300192  | Grabmal > Grabhügel    | Hobeck       | Grabhügel                                       | undatiert              | im Feld, nordwestlich (Lage)                                                                            | |      |
| 428300556  | besonderer Stein       | Hohenziatz   | besonderer Stein                                | Neolithikum            | südwestlich vom Ort ()                                                                                  | in näherer Umgebung nicht auffindbar |      |
| 428311047  | besonderer Stein       | Hohenziatz   | Meilenstein                                     | undatiert              | südwestlich des Ortes, Straße nach Möckern (Lage)                                                       | Meilenstein/-säule, keine alten Innenschriften erkennbar, jedoch in alle Haupthimmelsrichtungen oberhalb der Säule ein großes Kreuz eingearbeitet. In südlicher Richtung gibt es im Sockelbereich weitere Bearbeitungsspuren.               |      |
| 428300194  | Befestigung > Wall     | Isterbies    | Viereckschanze                                  | undatiert              | Waldstück zwischen Feldern, nordwestlich (Lage)                                                         | |      |
| 428300193  | Befestigung > Wall     | Isterbies    | Landwehr                                        | undatiert              | vier Teile, südwestlich, westlich und nordwestlich (Lage)                                               | teilweise 10 m breit und links und rechts des Walls Gräben |      |
| 428300645  | besonderer Stein       | Klein Lübars | „Heimchensteine“                                | undatiert              | 600 m südwestlich von Glienicke, 1,5 km nordwestlich von Klein Lübars in einem kleinen Waldstück (Lage) | Waldfläche inmitten eines Ackers |      |
| 428300552  | Befestigung > Wall     | Klein Lübars | Niederungsburg, abgetragener Burgwall „Bommert“ | Mittelalter            | östlich vom Ort (Lage)                                                                                  | Kaum Strukturen im Acker erkennbar, im Süden schwach ausgeprägte Wallerhaltung |      |
| ?          |                        | Loburg       | Burgruine, Niederungsburg                       |                        | Westrand der Stadt (Lage)                                                                               | |      |
| 428300555  | Befestigung > Burg     | Lüttgenziatz | Niederungsburg                                  | undatiert              | ehemaliges Gut, südöstlich Ortsrand (Lage)                                                              | Teilweise bebaut und umzäunt, teilweise von außen ‚begehbar‘, der ursprünglich umlaufende, rechteckige Graben ist überwiegend verfüllt, lediglich im östlichen Teil führt er noch Wasser.                                                   |      |
| 428300558  | Grabmal > Megalithgrab | Möckern      | Reste zweier Megalithgräber                     | Neolithikum            | südlich vom Ort (Lage)                                                                                  | offenliegende (gegrabene?) Reste von Megalithgräben, unklarer Hügel mit Steinen umgrenzt, Nähe der L60 |      |
| 428300559  | Befestigung > Burg     | Möckern      | Burganlage, Schloss                             | undatiert              | im Ortsteil der Stadt (Lage)                                                                            | Sehr schön angelegte Parkanlage mit Hinweistafeln, Gebäude mit Hinweistafeln |      |
| 428300557  | Grabmal > Grabhügel    | Möckern      | Grabhügel                                       | Neolithikum            | 3,5 km südlich vom Ort (Lage)                                                                           | Durch Eichen von weitem recht gut erkennbar, Hügel ragt deutlich aus der Umgebung heraus. |      |
| ?          | Befestigung > Wall     | Möckern      | Landwehr                                        |                        | östlich ab Ortsrand (Lage)                                                                              | ca. 250 m lang mäandernder Verlauf |      |
| 428300204  | Befestigung > Burg     | Rosian       | überbaute Wasserburg                            | undatiert              | Niederung, südlich (Lage)                                                                               | Grundstück umzäunt |      |
| 428300567  | Befestigung > Burg     | Theeßen      | Wasserburg überbaut                             | undatiert              | Im Westteil des Ortes, ehemaliges Gut ()                                                                | |      |
| 428300566  | Befestigung > Wall     | Theeßen      | Landwehr (Landgraben)                           | undatiert              | südlich des Ortes (Lage)                                                                                | Südlicher Anfang stark verflacht, zieht möglicherweise in südlicher Richtung weiter. Nördliches Ende läuft in eine durch Schweine genutzte Suhlfläche aus, im mittleren Bereich sind neben dem Wall auch zwei begleitende Gräben erkennbar. |      |
| 428300569  | Wüstung                | Wallwitz     | Siedlung                                        | Ur- und Frühgeschichte | östlich von Wallwitz ()                                                                                 | Auf dem ‚Denkmalgelände‘ befindet sich ein größerer See auf einem als ‚Privatgelände‘ gekennzeichneten und mit Stacheldraht umgrenzten Gebiet.                                                                                              |      |